# Eremophila pterocarpa
Eremophila pterocarpa är en flenörtsväxtart som beskrevs av Robert Desmond David Fitzgerald. Eremophila pterocarpa ingår i släktet Eremophila och familjen flenörtsväxter. Inga underarter finns listade i Catalogue of Life.